# تشي يون ما
تشي يون ما مواليد 1942 (بالإنجليزية: Chi Yun Ma )‏ هو عالم نبات صيني.